# Runcu Salvei
Runcu Salvei – wieś w Rumunii, w okręgu Bistrița-Năsăud, w gminie Runcu Salvei. W 2011 roku liczyła 1228 mieszkańców.